# Артем Лобов
Артем Лобов (англ. Artem Lobov; нар. 11 серпня 1986, Горький, РСФСР, СРСР) — ірландський боєць змішаного стилю, виступав під егідою UFC у напівлегкій та легкій вагових категоріях. Нині виступає в турнірах із кулачних боїв Bare Knuckle FC, де має рекорд 2-1. Фіналіст бійцівського турніру The Ultimate Fighter: Team McGregor vs. Team Faber

## Біографія
Народився 11 серпня 1986 року в Горькому (РСФСР).
У 14 років через сімейні обставини поїхав в Аргентину, а через два роки переїхав в Ірландію. Уперше спробував себе в єдиноборствах у 21 рік, займаючись боксом, тхеквондо, джіу-джитсу.

## Спортивна кар'єра
Лобов тренується в команді ірландського бійця Конора Мак-Грегора і є його основним спаринг-партнером.

### Ultimate Fighting Championship
11 грудня 2015 року Артем Лобов дебютував у UFC, у фіналі 22 сезону The Ultimate Fighter, у бою проти Раяна Голла. Бій завершився перемогою Голла одноголосним рішенням.
У наступному поєдинку, який відбувся 6 лютого 2016 року в турнірі UFC Fight Night: Hendricks vs. Thompson, Лобов знову зазнав поразки одноголосним рішенням від американця Алекса Вайта.
На UFC 202, 20 серпня 2016 року, Лобов переміг Кріса Авіла одноголосним рішенням.
19 листопада 2016 року Артем Лобов переміг одноголосним рішенням суддів японського бійця Теруто Ісіхара.
22 квітня 2017 року в рамках шоуUFC Fight Night: Swanson vs. Lobov провів головний бій вечора проти досвідченого американця Каба Свонсона.
21 жовтня 2017 року на турнірі UFC Fight Night 118 Артем Лобов програв Андре Філі одноголосним рішенням.
29 січня 2019 року оголосили, що Лобов залишає UFC.

### Bare Knuckle FC
6 квітня 2019 року в Білоксі (США) Артем Лобов дебютував на турнірі Bare Knuckle FC — з кулачних боїв (голими кулаками), отримавши перемогу одноголосним рішенням суддів (рахунок: 48-46 (двічі) і 48-47) над колишнім колегою по UFC американцем Джейсоном Найтом у головному поєдинку турніру Bare Knuckle FC 5.
22 червня 2019 року в Тампі (США) Артем Лобов переміг одноголосним рішенням суддів ексчемпіона світу з боксу Пола Маліньяджі — цей бій очолив турнір Bare Knuckle FC 6.
17 листопада 2019 року в Білоксі (США) відбувся реванш між Артемом Лобовим та Джейсоном Найтом на турнірі Bare Knuckle FC — з кулачних боїв (голими кулаками), Артем Лобов програв нокаутом у п'ятому раунді.

## Статистика в змішаних бойових мистецтвах
| Результат | Противник     | Спосіб                      | Раунд | Час  | Дата           | Місце           | Подія                              | Примітки                              |
| --------- | ------------- | --------------------------- | ----- | ---- | -------------- | --------------- | ---------------------------------- | ------------------------------------- |
| Поразка   | Майкл Джонсон | Рішення суддів (одностайне) | 3     | 5:00 | 27 жовтня 2018 | Монктон, Канада | UFC Fight Night: Volkan vs. Smith  | Джонсон провалив зважування (147 lbs) |
| Поразка   | Андре Філі    | Рішення суддів (одностайне) | 3     | 5:00 | 21 жовтня 2017 | Ґданьск, Польща | UFC Fight Night: Cerrone vs. Till  |                                       |
| Поразка   | Каб Свонсон   | Рішення судів (одностайне)  | 5     | 5:00 | 22 квітня 2017 | Нашвілл, США    | UFC Fight Night: Swanson vs. Lobov | Кращий бій вечора                     |